# Mottalciata
Mottalciata (piemontiul: La Mòta dj'Alcià) település Olaszországban, Piemont régióban, Biella megyében. Lakosainak száma 1304 fő (2023. január 1.). Mottalciata Buronzo, Cossato, Gifflenga, Lessona, Massazza, Villanova Biellese, Benna és Castelletto Cervo községekkel határos.

## Népesség
A település lakossága az elmúlt években az alábbi módon változott:
| Lakosok száma | 1405 | 1378 | 1304 |
|               | 2017 | 2018 | 2023 |